# Filipijnse verkiezingen 1946
Op 23 april 1946 werden de Filipijnse verkiezingen van 1946 georganiseerd. Op deze dag werden zowel op landelijk als op lokaal niveau nieuwe vertegenwoordigers gekozen. De meeste posities op landelijk niveau werden veroverd door de Liberal Wing van de Nacionalista Party. Bij de verkiezingen voor president werd zittend president Sergio Osmeña verslagen door Manuel Roxas. Elpidio Quirino werd gekozen tot nieuwe. De partij won tevens de helft van alle senaatszetels.

## Resultaten

### Presidentsverkiezingen
| Kandidaat       | Politieke partij                       | Aantal stemmen | %     |
| --------------- | -------------------------------------- | -------------- | ----- |
| Manuel Roxas    | Nacionalista Party (Liberal Wing)      | 1.333.392      | 54,94 |
| Sergio Osmeña   | Nacionalista Party (Conservative Wing) | 1.129.996      | 45,71 |
| Hilario Moncado | Partido Modernista                     | 8.538          | 0,35% |

### Vicepresidentsverkiezingen
| Kandidaat         | Politieke partij                       | Aantal stemmen | %     |
| ----------------- | -------------------------------------- | -------------- | ----- |
| Elpidio Quirino   | Nacionalista Party (Liberal Wing)      | 1.161.725      | 52,36 |
| Eulogio Rodriguez | Nacionalista Party (Conservative Wing) | 1.051.243      | 47,38 |
| Luis Salvador     | Partido Modernista                     | 5.879          | 0,26  |

### Senaatsverkiezingen
| Nr. | Kandidaat         | Politieke partij                       | Aantal stemmen |
| --- | ----------------- | -------------------------------------- | -------------- |
| 1.  | Vicente Francisco | Nacionalista Party (Liberal Wing)      | 735.671        |
| 2.  | Vicente Sotto     | Popular Front                          | 717.225        |
| 3.  | Jose Avelino      | Nacionalista Party (Liberal Wing)      | 708.420        |
| 4.  | Melecio Arranz    | Nacionalista Party (Liberal Wing)      | 666.700        |
| 5.  | Ramon Torres      | Nacionalista Party (Liberal Wing)      | 640.477        |
| 6.  | Tomas Confesor    | Nacionalista Party (Conservative Wing) | 627.354        |
| 7.  | Mariano Cuenco    | Nacionalista Party (Liberal Wing)      | 623.650        |
| 8.  | Carlos Garcia     | Nacionalista Party (Conservative Wing) | 617.542        |
| 9.  | Olegario Clarin   | Nacionalista Party (Liberal Wing)      | 611.227        |
| 10. | Alejo Mabanag     | Nacionalista Party (Conservative Wing) | 608.902        |
| 11. | Enrique Magalona  | Nacionalista Party (Liberal Wing)      | 591.796        |
| 12. | Tomas Cabili      | Nacionalista Party (Conservative Wing) | 589.762        |
| 13. | Jose Vera         | Nacionalista Party (Conservative Wing) | 588.993        |
| 14. | Ramon Diokno      | Nacionalista Party (Conservative Wing) | 583.598        |
| 15. | Jose Romero       | Nacionalista Party (Conservative Wing) | 563.816        |
| 16. | Salipada Pendatun | Nacionalista Party (Liberal Wing)      | 557.156        |